# Aeroportul Crotone
Aeroportul Crotone (IATA: CRV, ICAO: LIBC) este un aeroport din Isola di Capo Rizzuto, Provincia Crotone, Calabria, Italia ce deservește zona Crotone. Aeroportul a fost tranzitat în 2022 de 170.898 de pasageri. A fost numit după zona deservită.
Situat la o altitudine de 159 m, aeroportul dispune de 1 pistă.

## Infrastructură

### Piste
Aeroportul dispune de o singură pistă. Pista are orientarea 17/35. 